# Пейшенс
«Пе́йшенс, или Неве́ста Ба́нторна» (англ. Patience; or, Bunthorne's Bride) — комическая опера, или оперетта, в двух действиях композитора Артура Салливана и либреттиста Уильяма Гилберта.
Премьера оперы состоялась 23 апреля 1881 года в театре Опера-Комик в Лондоне. 10 октября того же года постановка была перенесена в новый театр Савой, где она стала став первой театральной постановкой в мире, полностью освещенной электрическим светом. Последующие комические оперы Гилберта и Салливана будут известны также как «савойские оперы». Опера является шестой из четырнадцати совместных работ Гилберта и Салливана. Обогнав на 7 исполнений «Корабль Её Величества „Пинафор“», эта опера была исполнена 578 раз и заняла второе место в мире по количеству показов среди всех музыкально-театральных произведений, после оперетты «Корневильские колокола» французского композитора Робера Планкета.
Опера является сатирой на эстетическое движение в Англии 1870—1880-х годов, на преходящие увлечения, поверхностность, тщеславие, лицемерие и претенциозность, а также высмеивает романтическую любовь, сельскую простоту и военное бахвальство.

## Действующие лица и первые исполнители
| Роль                                                   | Певческий голос    | Опера-Комик 23 апреля 1881 года    |
| ------------------------------------------------------ | ------------------ | ---------------------------------- |
| Полковник Калверли, офицер драгунской гвардии          | бас-баритон        | Ричард Темпл (R. Temple)           |
| Майор Мергатройд, офицер драгунской гвардии            | баритон            | Френк Торнтон (F. Thornton)        |
| Лейтенант герцог Данстейбл, офицер драгунской гвардии  | тенор              | Дорвард Лели (D. Lely)             |
| Реджинальд Банторн, плотский поэт                      | комический баритон | Джордж Гроссмит (G. Grossmith)     |
| Арчибальд Гросвенор, идиллический поэт                 | лирический баритон | Ратленд Баррингтон (R. Barrington) |
| Леди Анджела, восторженная девушка                     | меццо-сопрано      | Джесси Бонд (J. Bond)              |
| Леди Сапфир, восторженная девушка                      | (меццо-)сопрано    | Джулия Гвинн (J. Gwynne)           |
| Леди Элла, восторженная девушка                        | сопрано            | Мэй Фортескью (M. Fortescue)       |
| Леди Джейн, восторженная девушка                       | контральто         | Элис Барнетт (A. Barnett)          |
| Пейшенс, доярка                                        | сопрано            | Леонора Брэхем (L. Braham)         |
| Хор восторженных девушек и офицеров драгунских гвардий |                    |                                    |